# 버몬트 대학교

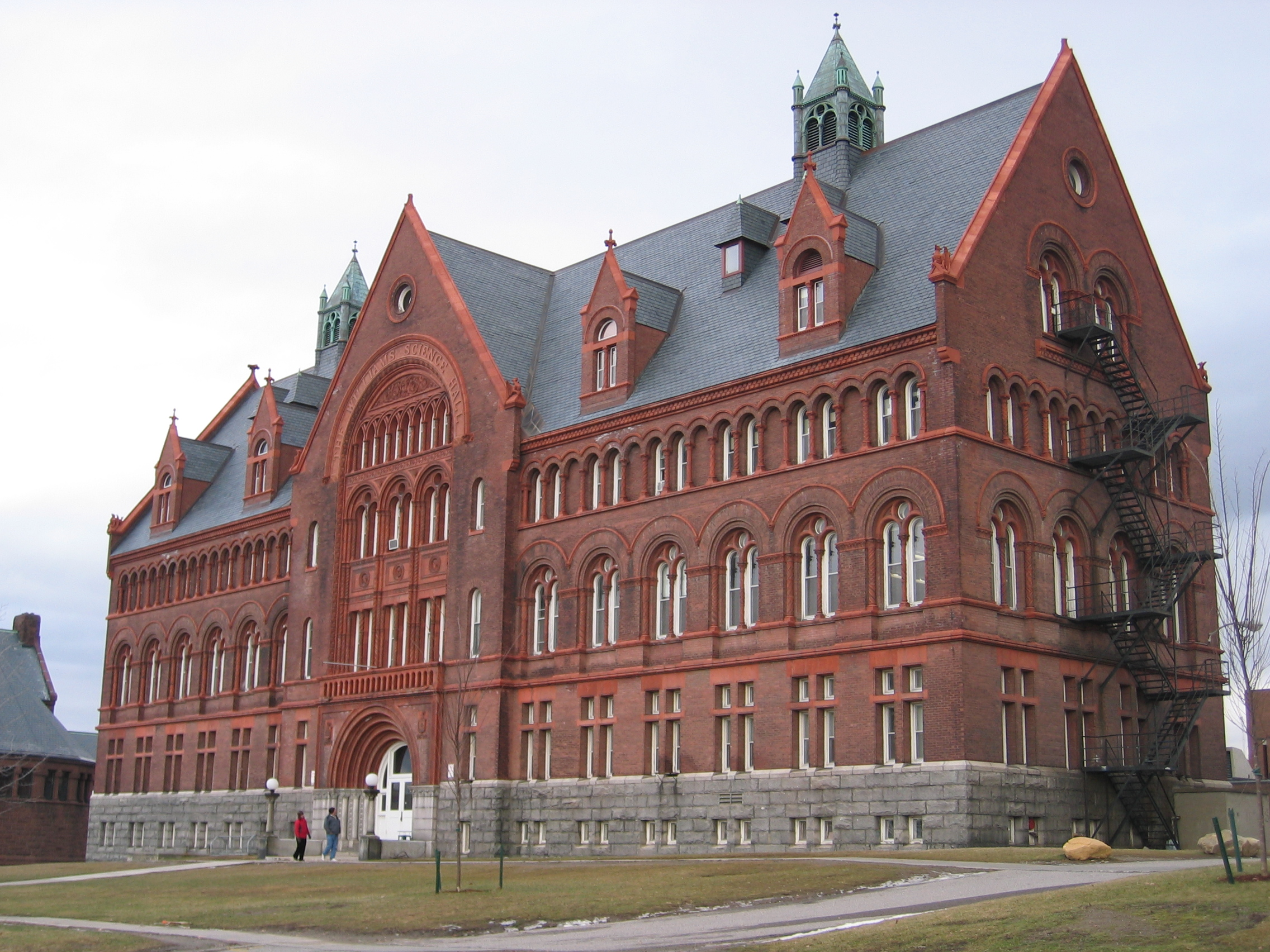
윌리엄스 홀

버몬트 대학교(University of Vermont)는 미국 버몬트주 벌링턴에 캠퍼스를 둔 대학이다. 퍼블릭 아이비리그의 오리지널 에잇(Original Eight)중의 하나이다. 버몬트주가 미국의 14번째 주로 편입되는 1791년에 세워졌다.